# Dekatriata
Clade
Groupes de rang inférieur
- †Chasmataspidida ordre Caster & Brooks, 1956
- Sclerophorata clade Kamenz et al., 2011

Les Dekatriata sont un clade de Chélicérates Planaterga comprenant les groupes Arachnida, Chasmataspidida (en) et Eurypterida ainsi que deux genres basaux Winneshiekia (en) et Houia (en). Les membres du clade des Dekatriata se caractérisent par un opisthosome composé de treize segments (nombre réduit au cours de l'évolution dans la plupart des ordres d'Arachnides) et par des appendices fusionnés en forme de plaque sur le premier segment opisthosomal (somite VII).